# San Godenzo
San Godenzo – miejscowość i gmina we Włoszech, w regionie Toskania, w prowincji Florencja.

## Zaludnienie
Według danych na rok 2004 gminę zamieszkiwało 1188 osób, 12 os./km².